# Dennis Augustin
Dennis Augustin (* 26. August 1970 in Hamburg) ist ein ehemaliger deutscher Politiker (parteilos, ehemals AfD). Er war Vorsitzender des AfD-Landesverbands Mecklenburg-Vorpommern und ist Mitglied im Kreistag von Ludwigslust-Parchim.

## Familie und Beruf
Augustin lebt in Ludwigslust, ist verheiratet und hat einen Sohn. Er studierte Architektur mit dem Abschluss des Dipl.-Ing. Von Beruf ist er Architekt und Bauunternehmer. Er ist Reservist der Bundeswehr und Sportschütze.

## Politik
Zur Bundestagswahl 2017 kandidierte Augustin im Wahlkreis Schwerin – Ludwigslust-Parchim I – Nordwestmecklenburg I als Direktkandidat und erhielt mit 16,0 % die viertmeisten Erststimmen. Im November 2017 wurde Augustin zu einem der beiden Landesvorsitzenden der AfD Mecklenburg-Vorpommern gewählt. Augustin ist Abgeordneter im größten Kreistag Mecklenburg-Vorpommerns Ludwigslust-Parchim. Nach seinem AfD Parteiausschluss 2019 war Augustin zunächst fraktionslos, gründete dann aber mit drei weiteren Ex-AfD-Abgeordneten am 17. September 2020 die Fraktion «Bürger und Identität». Augustin ist Fraktionsvorsitzender und nahm am 1. Oktober 2020 den früheren NPD-Landtagsabgeordneten Stefan Köster (NPD) in die Fraktion auf. Durch den Fraktionsstatus ergibt sich u. a. das Recht zur Mitgliedschaft in Ausschüssen.

## Parteiausschluss
Im Mai 2019 berichtete der Nordkurier, dass Augustin Daniel Fiß, dem damaligen stellvertretenden Bundesvorsitzenden der „Identitären Bewegung“ (IB) Geld gezahlt hatte. Augustin hatte Fiß am 19. September 2018 über 1200 Euro überwiesen. Die AfD hatte zu diesem Zeitpunkt schon einen Unvereinbarkeitsbeschluss zur rechtsextremen IB gefasst. Nach einem Beschluss des AfD-Bundesvorstandes sollte es keinerlei Zusammenarbeit mit der IB geben.
Ende Juni 2019 berichtete der Nordkurier, dass Augustin im Jahr 1989 an einem parteiinternen Ausbildungslehrgang der NPD in Norditalien in Iseo teilgenommen hatte, und veröffentlichte dazu Fotos aus der NPD-Parteizeitung „Deutsche Stimme“. Die Zeitung führte NPD-Quellen und Zeugen an, denen zufolge diese Kaderschmiede ausschließlich für „politische Nachwuchskräfte der Partei“ zugänglich war und folgerte daraus, Augustin müsse Mitglied der NPD oder Mitglied der NPD-Jugendorganisation gewesen sein.
Der Vorstand des AfD-Landesverbands Mecklenburg-Vorpommern erklärte daraufhin die Parteimitgliedschaft von Augustin für unwirksam, weil dieser beim Eintritt in die AfD seine NPD-Kontakte verschwiegen hatte. Hierbei handelte es sich rechtlich gesehen nicht um einen Parteiausschluss, sondern um eine Annullierung des Beitritts. Gegen diese Entscheidung des Landesvorstands legte Augustin Rechtsmittel ein. Das zuständige Landesschiedsgericht der AfD bestätigte jedoch in erster Instanz die Annullierung. Das Bundesschiedsgericht der AfD bestätigte diese Entscheidung am 23. Juni 2020. Vor dem Landgericht Berlin scheiterte Augustin am 27. Juli 2020 mit einem Eilantrag auf Erlass einer einstweiligen Verfügung gegen die Annullierung.